# آكي شيمازاكي
آكي شيمازاكي (بالإنجليزية: Aki Shimazaki)‏ (1954، غيفو في اليابان)؛ كاتِبة، مترجمة وروائية كندية.